# 西山昭
西山 昭（にしやま あきら、1913年〈大正2年〉11月1日 - 1988年〈昭和63年〉1月23日）は、日本の外交官。駐インドネシア特命全権大使、駐スイス特命全権大使、駐大韓民国特命全権大使、交流協会台北事務所代表、交流協会理事長。

## 生涯
福岡県出身。1933年（昭和8年）福岡高等学校文科甲類卒業。1936年（昭和11年）東京帝国大学法学部政治学科を卒業し、同年10月、高等試験外交科試験に合格して外務省入省。1949年（昭和24年）外務省連絡局地方課長。1950年（昭和25年）在カルカタ日本政府在外事務所所長。1953年（昭和28年）外務省経済局第三課長。1955年（昭和30年）外務省経済局次長。1956年（昭和31年）外務省経済局外務参事官。同年在サン・フランシスコ日本国総領事館総領事。1959年（昭和34年）在アメリカ合衆国日本国大使館参事官。1963年（昭和38年）外務省経済協力局長。1966年（昭和41年）外務省大臣官房審議官。1967年（昭和42年）特命全権大使インドネシア国駐箚。1969年（昭和44年）特命全権大使スイス国駐箚。1972年（昭和47年）特命全権大使カナダ国駐箚。1975年（昭和50年）特命全権大使大韓民国駐箚。1977年（昭和52年）退官、交流協会台北事務所代表。1978年（昭和53年）交流協会理事長。1985年勲一等瑞宝章受章。